# Dresdner Überland-Verkehr
Die Dresdner Überland-Verkehr GmbH, kurz DRÜVEG, war eine Straßenbahngesellschaft in Sachsen. Sie war insbesondere Eigentümer der vormals staatlichen Straßenbahnstrecken im Umfeld der Landeshauptstadt Dresden.

## Geschichte
Ihren Ursprung hatte die DRÜVEG in der Straßenbahn Loschwitz–Pillnitz GmbH. Diese Gesellschaft wurde 1922 für den Betrieb der Straßenbahnstrecke zwischen Loschwitz und Pillnitz gegründet, die bislang dem dortigen Gemeindeverband gehörte. Eigentümer waren der Freistaat Sachsen, die Amtshauptmannschaft Dresden, der Gemeindeverband Loschwitz-Pillnitz und die Stadt Dresden.
Am 7. Juli 1926 genehmigte der Sächsische Landtag eine Gesetzesvorlage der Regierung, die den Verkauf der staatlichen Straßenbahnstrecken an die Straßenbahn Loschwitz–Pillnitz GmbH vorsah. Der eigentliche Verkauf wurde auf den 1. April 1926 zurückdatiert. Miteigentümer der neuen Gesellschaft waren fortan auch die Amtshauptmannschaft Meißen und alle Anliegergemeinden der bisherigen Staatsstraßenbahnen. Am 10. Dezember 1926 (Eintragung ins Handelsregister am Amtsgericht Dresden am 25. Januar 1927) änderte die Straßenbahn Loschwitz–Pillnitz GmbH ihre Firma entsprechend dem erweiterten Verkehrsgebiet in Dresdner Überland-Verkehr GmbH.
Das Straßenbahnstreckennetz der Gesellschaft belief sich auf eine Gesamtlänge von 34,7 Kilometern:
- Vorortbahn Loschwitz–Pillnitz (5,980 km)
- Lößnitzbahn (9,570 km)
- Plauensche Grundbahn (8,461 km)
- Vorortbahn Cotta–Cossebaude (5,311 km)
- Vorortbahn Arsenal–Klotzsche/Hellerau (3,730 km)
- Bühlauer Außenbahn (1,670 km)

Den Betrieb der Strecken führte auch weiterhin die Städtische Straßenbahn zu Dresden.
Die DRÜVEG war in den folgenden Jahren an einer Ausweitung des Betriebs in weitere Umlandgemeinden interessiert. Hauptgrund dafür war ein wirtschaftlicher Aufschwung, der mit einer zunehmenden Besiedlung des gesamten Dresdner Elbtalkessels einherging. Wichtigstes Projekt der DRÜVEG war in dem Zusammenhang der Bau einer Schnellstraßenbahn zwischen Pirna und Meißen.
Die am 19. September 1927 ausgestellte neue Konzession (Verleihungsurkunde) sah im § 12 folgende neu zu bauende Linien vor:
- Dresden–Pirna
- Dresden–Meißen
- Klotzsche–Lausa–Hermsdorf
- Hellerau/Rähnitz–Wilschdorf
- Freital–Niederhäslich
- Coßmannsdorf–Rabenau
- Pillnitz–Graupa

Die ehrgeizigen Pläne für Neubaustrecken ließen sich letztlich nur in Ansätzen verwirklichen. Fertiggestellt wurden nur die Streckenerweiterungen von Zitzschewig nach Weinböhla (als Teil der geplanten Schnellstraßenbahn nach Meißen), von Klotzsche nach Lausa und von Hainsberg nach Coßmannsdorf.
Am 1. Januar 1928 übernahm die DRÜVEG auch die bislang noch eigenständige Lockwitztalbahn, die sie als einzige Linie auch selbst betrieb.
Am 1. August 1941 übernahm die Dresdner Straßenbahn AG alle Anteile an der DRÜVEG und löste das Unternehmen auf. Die Dresdner Überlandlinien wurden in die Strukturen und das Netz der Dresdner Straßenbahn AG integriert.

## Strecken

### Lößnitzbahn (Mickten–Weinböhla)
Die Lößnitzbahn war die älteste der durch den sächsischen Staat erbauten Straßenbahnlinien. Eröffnet wurde sie am 21. August 1899 als meterspurige Straßenbahn zwischen dem 1903 nach Dresden eingemeindeten Mickten und dem Weißen Roß in Serkowitz (seit 1905 zu Radebeul). Zum Zeitpunkt der Übernahme durch die DRÜVEG hatte die Strecke ihren Endpunkt im Dorfkern von Zitzschewig, das damals zu Kötzschenbroda gehörte.
Die DRÜVEG plante neben dem Umbau in Dresdner Stadtspur (1450 mm) auch eine Erweiterung über Weinböhla bis Meißen. Der Umbau in Stadtspur begann 1928 mit dem Bau eines neuen Straßenbahndepots in Coswig. Am 20. Juli 1929 ging die umgebaute und teilweise neugebaute Strecke Kötzschenbroda–Coswig stadtspurig in Betrieb. Die restlichen Abschnitte zwischen Mickten und Coswig wurden abschnittsweise in den folgenden Monaten umgebaut. Ab 5. Juli 1930 fuhren die Züge der Dresdner Straßenbahn AG schließlich durchgängig auf Normalspurgleisen bis Coswig, ab 15. November 1931 auch bis Weinböhla. Den Betrieb der Lößnitzbahn führte die Dresdner Straßenbahn AG.
Die Strecke besteht noch. Sie wird heute durch die Linie 4 der Dresdner Verkehrsbetriebe bedient.

### Plauensche Grundbahn (Löbtau–Coßmannsdorf)
Die Plauensche Grundbahn war eine Staatsstraßenbahnlinie in Dresdner Stadtspur. Sie begann in Löbtau und führte zum Zeitpunkt der Übernahme durch die DRÜVEG durch Freital und Hainsberg bis zum Lindengarten in Coßmannsdorf. Den Betrieb der Plauenschen Grundbahn führte die Dresdner Straßenbahn AG. Sie wurde 1974 stillgelegt.

### Deubener Güterbahn
Die Deubener Güterbahn schloss an die Plauensche Grundbahn an und war wie diese eine Staatsstraßenbahn. Sie war die einzige nur dem Güterverkehr dienende Straßenbahnlinie des Dresdner Straßenbahnnetzes. Wegen des Rollwagenverkehrs mit aufgebockten normalspurigen Güterwagen war die Strecke meterspurig ausgeführt. Die Fahrzeuge waren Eigentum der DRÜVEG, den Betrieb führte die Dresdner Straßenbahn AG. Die Strecke wurde 1972 stillgelegt.

### Vorortbahn Loschwitz–Pillnitz
Die Straßenbahnstrecke zwischen Loschwitz und Pillnitz war wie die später gebaute die Lockwitztalbahn ein meterspuriges Projekt der A.G. Electricitätswerke vorm. O. L. Kummer AG. Wegen der zwischenzeitlichen Insolvenz des Unternehmens übernahm der eigens dafür gegründete Gemeindeverband Loschwitz-Pillnitz die unfertige Strecke. Sie wurde als stadtspurige Bahn am 18. Juni 1903 mit der ersten Teilstrecke von Loschwitz bis Niederpoyritz eröffnet.
Wegen mangelnder Tragfähigkeit der Loschwitzer Brücke („Blaues Wunder“) wurde die Strecke im April 1985 stillgelegt.

### Lockwitztalbahn (Niedersedlitz–Kreischa)
Die meterspurige Lockwitztalbahn war ursprünglich zusammen mit der benachbarten Dresdner Vorortsbahn von der A.G. Electricitätswerke vorm. O. L. Kummer AG als Teil eines größeren Überlandbahnnetzes geplant worden. Realisiert wurde sie schließlich durch den eigens gegründeten „Gemeindeverband der Straßenbahn Niedersedlitz–Lockwitz–Kreischa“, der die Strecke am 3. März 1906 eröffnete. Die Strecke führte vom Bahnhof in Niedersedlitz durch das Lockwitztal nach Kreischa. Die Bahn wies neben einem starken Arbeiterberufsverkehr auch einen bedeutenden Ausflugsverkehr auf.
Finanzielle Probleme führten am 1. Januar 1928 zum Verkauf der Lockwitztalbahn an die DRÜVEG. Im Netz der DRÜVEG hatte die Lockwitztalbahn eine Sonderstellung, sie wurde fortan als einzige Linie selbst betrieben. Die Strecke wurde 1977 zugunsten einer neu eingerichteten Stadtbuslinie stillgelegt.

### Vorortbahn Cotta–Cossebaude
Die Vorortbahn Cotta–Cossebaude war eine Staatsstraßenbahnlinie in Dresdner Stadtspur, die am 27. September 1906 eröffnet worden war. Sie begann in Cotta und führte auf der heutigen Bundesstraße 6 nach Cossebaude. Die Strecke wurde 1990 stillgelegt.

### Vorortbahn Arsenal–Klotzsche/Hellerau
Die Vorortbahn Arsenal–Klotzsche/Hellerau war eine 1911 eröffnete Staatsstraßenbahnlinie in Dresdner Stadtspur. Nach der Übernahme durch die DRÜVEG wurde die Strecke in den Jahren 1928 und 1929 eingleisig bis Lausa (heute: Weixdorf) verlängert.
Die Strecke besteht noch. Sie wird heute durch die Linien 7 und 8 der Dresdner Verkehrsbetriebe bedient.

### Bühlauer Außenbahn (Bühlau–Weißig)
Die Bühlauer Außenbahn war eine Staatsstraßenbahnlinie in Dresdner Stadtspur. Sie wurde am 30. Juni 1908 als Zubringerlinie zum Endbahnhof Weißig-Bühlau der Bahnstrecke Dürrröhrsdorf–Weißig in Betrieb genommen.
Die Strecke wurde am 20. Februar 1949 stillgelegt und abgebaut. Ab November 1949 wurde auf ihrer Strecke die Oberleitungsbuslinie C (Löbtau–Weißig) eingerichtet.